# Caulnes
Caulnes is een gemeente in het Franse departement Côtes-d'Armor, in de regio Bretagne. De plaats maakt deel uit van het arrondissement Dinan. In de gemeente ligt de spoorweghalte Caulnes. Caulnes telde op 1 januari 2022 2.506 inwoners.

## Geografie
De oppervlakte van Caulnes bedroeg op 1 januari 2022 31,36 vierkante kilometer; de bevolkingsdichtheid was toen 79,9 inwoners per km².
De onderstaande kaart toont de ligging van Caulnes met de belangrijkste infrastructuur en aangrenzende gemeenten.

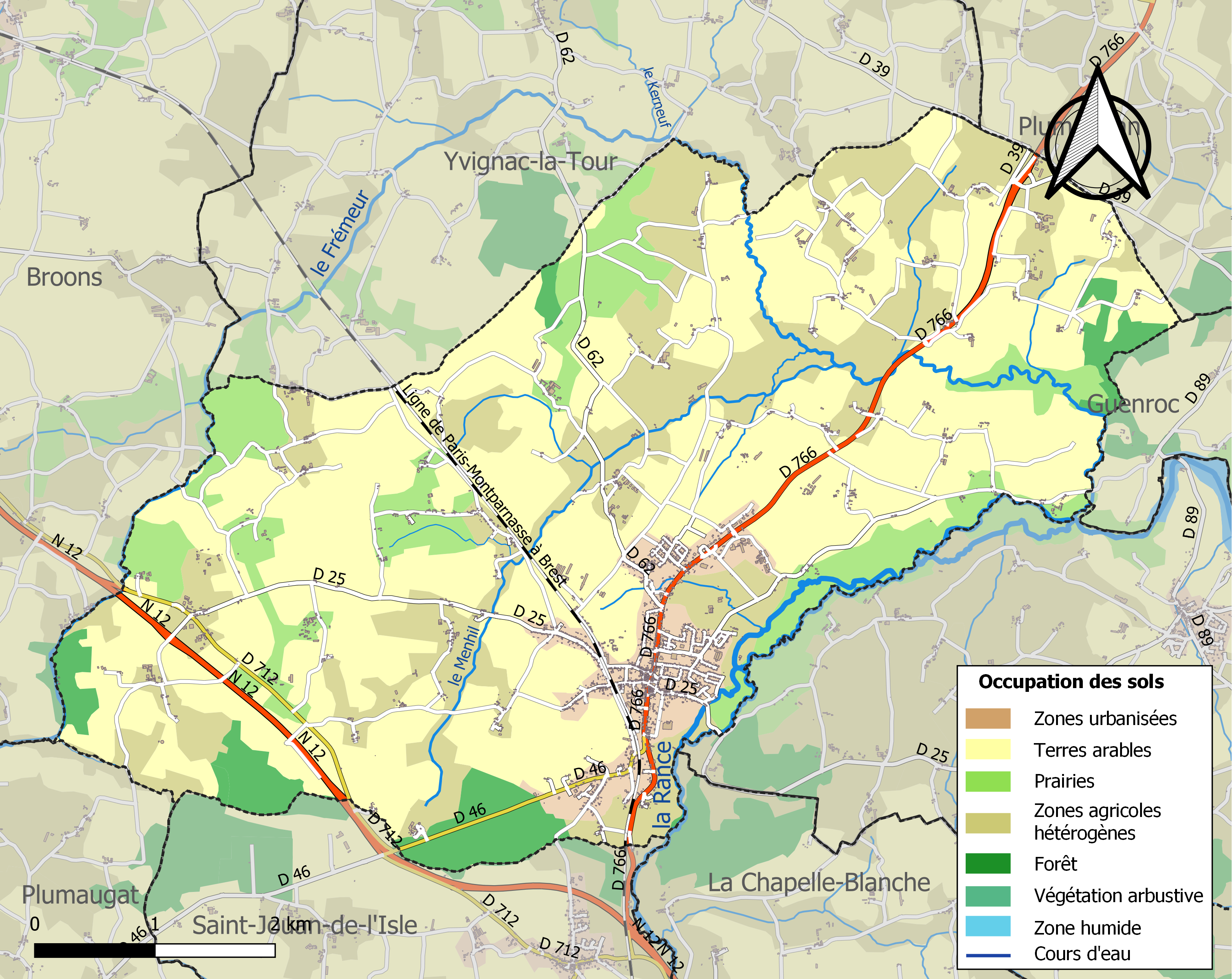

## Demografie
Onderstaande figuur toont het verloop van het inwonertal (bron: INSEE-tellingen).